# Campeonato Pernambucano de Futebol Sub-20
O Campeonato Pernambucano de Futebol Sub-20, também conhecido como Campeonato Pernambucano Sub-20 e Pernambucano Sub-20, é um torneio estadual de futebol brasileiro, entre clubes pernambucanos com elenco Sub-20 (categoria restrita a 20 anos), sendo a principal competição futebolística de categorias de base no em Pernambuco. É por meio dessa competição, que é escolhido quem representará o estado, nas principais competições de base: Copa do Brasil Sub-20, Copa do Nordeste Sub-20, que retorna em 2025 e mais futuramente caso seja estabelecido, Campeonato Brasileiro Sub-20 - Série B.
Organizado pela Federação Pernambucana de Futebol, tendo sua primeira edição em 1920 e vencida pelo Torre Sport Club, é um dos campeonatos estaduais de Sub-20, mais antigos do Brasil. Uma das características históricas do Campeonato Pernambucano Sub-20, é a falta de uma padronização no sistema de disputa, que muda a cada ano, assim como as regras e o número de participantes. Desde sua edição pioneira em 1920, nove clubes diferentes já foram campeões pernambucano, o Sport é o clube que detém o maior número de títulos estaduais, com trinta e nove conquistas. De acordo com o Ranking de Títulos dos Campeões Pernambucanos Sub-20, o segundo maior campeão estadual Sub-20, é o Santa Cruz com 28 conquistas, seguido por Náutico (25), Porto-PE (04), Torre (3) e América-PE, Retrô, Íbis e Central, todos com uma conquista cada. Outra característica histórica do Campeonato Pernambucano Sub-20, é ser um celeiro de jovens craques e uma vitrine para que os próprios clubes revelem grandes talentos que joguem profissionalmente em seus clubes formadores, quanto para outros clubes do país e do mundo.

## História

### Antecedentes: Primeiros passos e o Torneio Terceiros Quadros da LPDT (1920–1930)
A maneira como o futebol consolidou-se no estado de Pernambuco, foi algo que rapidamente se popularizou entre as elites participantes do desporto. Desde 1915, quando seis clubes do Recife se reuniram para a formação de uma associação de futebol que organizasse o futebol do estado, a ideia da Liga Sportiva Pernambucana — LSP (precursora da FPF-PE), era de estender o esporte nas escolas e promover entre os jovens a paixão pelo desporto. Com a criação do Campeonato Pernambucano de Futebol, a ideia de criação de um campeonato de futebol entre os “Juvenis”, vinha tomando forma e a LSP criava seus campeonatos de base embrionários. Na época, os jogos do “Team Inferior” duravam apenas 50 minutos, para não sobrecarregar os jovens atletas. Ao longo dos anos, a faixa de idade foi variando, 13-17, 14-20, 16-19, 18-20 e, finalmente, “no máximo 20 anos”. E essa limitação acabou sendo levada aos demais torneios da federação.
Em 1918, surgia a Liga Pernambucana de Desportos Terrestres (LPDT), associação que foi responsável pela organização e regulamentação do futebol em Pernambuco por um período, sendo o primeiro órgão a criar e organizar o Torneio Início, que é uma competição de confraternização entre clubes filiados. Em 1920, a LPDT fundou o que seria sua primeira competição de juniores. Assim como aconteceu na categoria adulta, todos os clubes que participaram do torneio na época, eram exclusivamente da capital Recife. O primeiro campeão da edição de 1920, foi o clube Torre Sport Club que conquistou mais duas edições. Até 1930, Sport e Náutico vieram a conquistar o torneio estadual, tendo o Timbu (como é conhecido o Náutico) como maior campeão estadual até 1930.

### Campeonato Pernambucano Juvenil da FPD (1931–1954)
Em 1931, a LPDT passou por nova reformulação de estatuto e passou a se denominar de “Federação Pernambucana de Desportos” (FPD), que surgiu da fusão das Ligas Pernambucana Terrestre e Aquática de Desportos. Neste ano, para reformular o torneio de base Campeonato Pernambucano Aberto de Futebol Infantil e Juvenil, a FPD dividiu o campeonato juvenil em Juniores (20 anos) e criando o segundo torneio de base, Juvenil (17 anos). A primeira edição do torneio sobre a tutela da associação, foi realizado em 1931. O primeiro clube campeão do campeonato foi o América-PE, que já vinha mostrando força em outros torneios. Assim como no campeonato adulto, clubes da capital eram soberanos ao longo de 15 anos de hegemonia. O primeiro clube do interior do estado a conquistar o campeonato da categoria, foi o Íbis Sport Club em 1946 e tendo o Sport Club do Recife, como o maior campeão do torneio com 15 títulos ganhos.

### Campeonato Pernambucano Sub-20 da Federação Pernambucana de Futebol (1955–presente)
Em 26 de março de 1955, já sob a presidência de Rubem Moreira e Osvaldo Salsa, como Vice, foi elaborado e aprovado o estatuto da Federação Pernambucana de Futebol, sucedendo a Federação Pernambucana de Desportos. Com nova reformulação nos campeonato sobre a tutela da federação, o Campeonato Pernambucano Juvenil passou a se descentralizar ainda mais da capital pernambucana. Em 1980, foi criado o Torneio Sub-17 do estadual, vencido pelo Náutico e em 1995, foi criado o Sub-15 vencido pelo Santa Cruz.
Em 2004, após 58 anos de hegemonia dos clubes do Recife, o Clube Atlético do Porto se torna o segundo clube do interior pernambucano, a conquistar o estadual da categoria, repetindo o feito em quatro anos depois em 2008, seis anos depois conquistou a edição de 2014 ao empatar o segundo jogo contra o Náutico e, em 2018 veio conquistar seu tetracampeonato ao vencer o Santa Cruz, se tornando o maior clube do interior com mais títulos conquistados.
Desde 2018, o Campeonato Pernambucano Sub-20 dá vaga ao clube campeão, como representante do estado na Copa do Brasil Sub-20 e de 2017 à 2021, para a Copa do Nordeste de Futebol Sub-20, sendo retomada em 2025. Em 2024, o Retrô voltaria a representar o interior pernambucano, conquistando seu primeiro estadual na categoria, ao vencer o Santa Cruz nos pênaltis e entrando para a história de 103 anos da principal competição de base do estado.

## Resultados
| Edição                                | Ano  | Org.   | Campeão                       | Vice-campeão                  | Terceiro colocado             | Quarto colocado               |
| ------------------------------------- | ---- | ------ | ----------------------------- | ----------------------------- | ----------------------------- | ----------------------------- |
| 1.ª                                   | 1920 | LPDT   | Torre (1)                     | Desconhecido                  | Desconhecido                  | Desconhecido                  |
| 2.ª                                   | 1921 | LPDT   | Torre (2)                     | Desconhecido                  | Desconhecido                  | Desconhecido                  |
| 3.ª                                   | 1922 | LPDT   | Torre (1)                     | Desconhecido                  | Desconhecido                  | Desconhecido                  |
| 4.ª                                   | 1923 | LPDT   | Náutico (1)                   | Desconhecido                  | Desconhecido                  | Desconhecido                  |
| 5.ª                                   | 1924 | LPDT   | Sport (1)                     | Desconhecido                  | Desconhecido                  | Desconhecido                  |
| 6.ª                                   | 1925 | LPDT   | Sport (2)                     | Desconhecido                  | Desconhecido                  | Desconhecido                  |
| 7.ª                                   | 1926 | LPDT   | Náutico (2)                   | Desconhecido                  | Desconhecido                  | Desconhecido                  |
| 1927                                  | 1927 | 1927   | Não realizado ou desconhecido | Não realizado ou desconhecido | Não realizado ou desconhecido | Não realizado ou desconhecido |
| 8.ª                                   | 1928 | LPDT   | Náutico (4)                   | Desconhecido                  | Desconhecido                  | Desconhecido                  |
| 1929                                  | 1929 | 1929   | Não realizado ou desconhecido | Não realizado ou desconhecido | Não realizado ou desconhecido | Não realizado ou desconhecido |
| 9.ª                                   | 1930 | LPDT   | Náutico (4)                   | Desconhecido                  | Desconhecido                  | Desconhecido                  |
| 10.ª                                  | 1931 | FPD    | América-PE (1)                | Desconhecido                  | Desconhecido                  | Desconhecido                  |
| 11.ª                                  | 1932 | FPD    | Santa Cruz (1)                | Desconhecido                  | Desconhecido                  | Desconhecido                  |
| 12.ª                                  | 1933 | FPD    | Santa Cruz (2)                | Desconhecido                  | Desconhecido                  | Desconhecido                  |
| 13.ª                                  | 1934 | FPD    | Santa Cruz (3)                | Desconhecido                  | Desconhecido                  | Desconhecido                  |
| 14.ª                                  | 1935 | FPD    | Santa Cruz (4)                | Desconhecido                  | Desconhecido                  | Desconhecido                  |
| 15.ª                                  | 1936 | FPD    | Sport (3)                     | Desconhecido                  | Desconhecido                  | Desconhecido                  |
| 16.ª                                  | 1937 | FPD    | Santa Cruz (5)                | Desconhecido                  | Desconhecido                  | Desconhecido                  |
| 17.ª                                  | 1938 | FPD    | Sport (4)                     | Desconhecido                  | Desconhecido                  | Desconhecido                  |
| 18.ª                                  | 1939 | FPD    | Sport (5)                     | Desconhecido                  | Desconhecido                  | Desconhecido                  |
| 19.ª                                  | 1940 | FPD    | Sport (6)                     | Desconhecido                  | Desconhecido                  | Desconhecido                  |
| 20.ª                                  | 1941 | FPD    | Sport (7)                     | Desconhecido                  | Desconhecido                  | Desconhecido                  |
| 21.ª                                  | 1942 | FPD    | Sport (8)                     | Desconhecido                  | Desconhecido                  | Desconhecido                  |
| 22.ª                                  | 1943 | FPD    | Sport (9)                     | Desconhecido                  | Desconhecido                  | Desconhecido                  |
| 23.ª                                  | 1944 | FPD    | Náutico (5)                   | Desconhecido                  | Desconhecido                  | Desconhecido                  |
| 24.ª                                  | 1945 | FPD    | Náutico (6)                   | Desconhecido                  | Desconhecido                  | Desconhecido                  |
| 25.ª                                  | 1946 | FPD    | Íbis (1)                      | Desconhecido                  | Desconhecido                  | Desconhecido                  |
| 26.ª                                  | 1947 | FPD    | Santa Cruz (6)                | Desconhecido                  | Desconhecido                  | Desconhecido                  |
| 27.ª                                  | 1948 | FPD    | Náutico (7)                   | Desconhecido                  | Desconhecido                  | Desconhecido                  |
| 28.ª                                  | 1949 | FPD    | Sport (10)                    | Náutico (1)                   | Desconhecido                  | Desconhecido                  |
| 29.ª                                  | 1950 | FPD    | Sport (11)                    | Desconhecido                  | Desconhecido                  | Desconhecido                  |
| 30.ª                                  | 1951 | FPD    | Sport (12)                    | Desconhecido                  | Desconhecido                  | Desconhecido                  |
| 31.ª                                  | 1952 | FPD    | Náutico (8)                   | Desconhecido                  | Desconhecido                  | Desconhecido                  |
| 32.ª                                  | 1953 | FPD    | Sport (13)                    | Desconhecido                  | Desconhecido                  | Desconhecido                  |
| 33.ª                                  | 1954 | FPD    | Sport (14)                    | Desconhecido                  | Desconhecido                  | Desconhecido                  |
| 34.ª                                  | 1955 | FPF-PE | Sport (15)                    | Desconhecido                  | Desconhecido                  | Desconhecido                  |
| 35.ª                                  | 1956 | FPF-PE | Santa Cruz (7)                | Desconhecido                  | Desconhecido                  | Desconhecido                  |
| 36.ª                                  | 1957 | FPF-PE | Sport (16)                    | Desconhecido                  | Desconhecido                  | Desconhecido                  |
| 37.ª                                  | 1958 | FPF-PE | Náutico (9)                   | Desconhecido                  | Desconhecido                  | Desconhecido                  |
| 38.ª                                  | 1959 | FPF-PE | Santa Cruz (8)                | Desconhecido                  | Desconhecido                  | Desconhecido                  |
| 39.ª                                  | 1960 | FPF-PE | Santa Cruz (9)                | Desconhecido                  | Desconhecido                  | Desconhecido                  |
| 40.ª                                  | 1961 | FPF-PE | Santa Cruz (10)               | Desconhecido                  | Desconhecido                  | Desconhecido                  |
| 41.ª                                  | 1962 | FPF-PE | Santa Cruz (11)               | Desconhecido                  | Desconhecido                  | Desconhecido                  |
| 42.ª                                  | 1963 | FPF-PE | Santa Cruz (12)               | Desconhecido                  | Desconhecido                  | Desconhecido                  |
| 43.ª                                  | 1964 | FPF-PE | Santa Cruz (13)               | Desconhecido                  | Desconhecido                  | Desconhecido                  |
| 44.ª                                  | 1965 | FPF-PE | Náutico (10)                  | Desconhecido                  | Desconhecido                  | Desconhecido                  |
| 45.ª                                  | 1966 | FPF-PE | Santa Cruz (14)               | Desconhecido                  | Desconhecido                  | Desconhecido                  |
| 46.ª                                  | 1967 | FPF-PE | Náutico (11)                  | Desconhecido                  | Desconhecido                  | Desconhecido                  |
| 47.ª                                  | 1968 | FPF-PE | Sport (17)                    | Desconhecido                  | Desconhecido                  | Desconhecido                  |
| 48.ª                                  | 1969 | FPF-PE | Náutico (12)                  | Desconhecido                  | Desconhecido                  | Desconhecido                  |
| 49.ª                                  | 1970 | FPF-PE | Náutico (13)                  | Desconhecido                  | Desconhecido                  | Desconhecido                  |
| 50.ª                                  | 1971 | FPF-PE | Santa Cruz (15)               | Desconhecido                  | Desconhecido                  | Desconhecido                  |
| 51.ª                                  | 1972 | FPF-PE | Sport (18)                    | Desconhecido                  | Desconhecido                  | Desconhecido                  |
| 52.ª                                  | 1973 | FPF-PE | Sport (19)                    | Desconhecido                  | Desconhecido                  | Desconhecido                  |
| 53.ª                                  | 1974 | FPF-PE | Sport (20)                    | Desconhecido                  | Desconhecido                  | Desconhecido                  |
| 54.ª                                  | 1975 | FPF-PE | Náutico (14)                  | Desconhecido                  | Desconhecido                  | Desconhecido                  |
| 55.ª                                  | 1976 | FPF-PE | Sport (21)                    | Desconhecido                  | Desconhecido                  | Desconhecido                  |
| 56.ª                                  | 1977 | FPF-PE | Sport (22)                    | Desconhecido                  | Desconhecido                  | Desconhecido                  |
| 57.ª                                  | 1978 | FPF-PE | Santa Cruz (16)               | Desconhecido                  | Desconhecido                  | Desconhecido                  |
| 58.ª                                  | 1979 | FPF-PE | Santa Cruz (17)               | Desconhecido                  | Desconhecido                  | Desconhecido                  |
| 59.ª                                  | 1980 | FPF-PE | Náutico (15)                  | Desconhecido                  | Desconhecido                  | Desconhecido                  |
| 60.ª                                  | 1981 | FPF-PE | Náutico (16)                  | Desconhecido                  | Desconhecido                  | Desconhecido                  |
| 61.ª                                  | 1982 | FPF-PE | Sport (23)                    | Desconhecido                  | Desconhecido                  | Desconhecido                  |
| 62.ª                                  | 1983 | FPF-PE | Central (1)                   | Desconhecido                  | Desconhecido                  | Desconhecido                  |
| 63.ª                                  | 1984 | FPF-PE | Santa Cruz (18)               | Desconhecido                  | Desconhecido                  | Desconhecido                  |
| 64.ª                                  | 1985 | FPF-PE | Santa Cruz (19)               | Desconhecido                  | Desconhecido                  | Desconhecido                  |
| 65.ª                                  | 1986 | FPF-PE | Sport (24)                    | Desconhecido                  | Desconhecido                  | Desconhecido                  |
| 66.ª                                  | 1987 | FPF-PE | Náutico (17)                  | Desconhecido                  | Desconhecido                  | Desconhecido                  |
| 67.ª                                  | 1988 | FPF-PE | Sport (25)                    | Desconhecido                  | Desconhecido                  | Desconhecido                  |
| 68.ª                                  | 1989 | FPF-PE | Náutico (18)                  | Desconhecido                  | Desconhecido                  | Desconhecido                  |
| 69.ª                                  | 1990 | FPF-PE | Santa Cruz (20)               | Desconhecido                  | Desconhecido                  | Desconhecido                  |
| 70.ª                                  | 1991 | FPF-PE | Santa Cruz (21)               | Desconhecido                  | Desconhecido                  | Desconhecido                  |
| 71.ª                                  | 1992 | FPF-PE | Sport (26)                    | Desconhecido                  | Desconhecido                  | Desconhecido                  |
| 72.ª                                  | 1993 | FPF-PE | Santa Cruz (22)               | Desconhecido                  | Desconhecido                  | Desconhecido                  |
| 73.ª                                  | 1994 | FPF-PE | Santa Cruz (23)               | Desconhecido                  | Desconhecido                  | Desconhecido                  |
| 74.ª                                  | 1995 | FPF-PE | Santa Cruz (24)               | Desconhecido                  | Desconhecido                  | Desconhecido                  |
| 75.ª                                  | 1996 | FPF-PE | Santa Cruz (25)               | Desconhecido                  | Desconhecido                  | Desconhecido                  |
| 76.ª                                  | 1997 | FPF-PE | Sport (27)                    | Desconhecido                  | Desconhecido                  | Desconhecido                  |
| 77.ª                                  | 1998 | FPF-PE | Sport (28)                    | Desconhecido                  | Desconhecido                  | Desconhecido                  |
| 78.ª                                  | 1999 | FPF-PE | Sport (29)                    | Desconhecido                  | Desconhecido                  | Desconhecido                  |
| 79.ª                                  | 2000 | FPF-PE | Santa Cruz (26)               | Sport (1)                     | Desconhecido                  | Desconhecido                  |
| 80.ª                                  | 2001 | FPF-PE | Sport (30)                    | Santa Cruz (1)                | Desconhecido                  | Desconhecido                  |
| 81.ª                                  | 2002 | FPF-PE | Santa Cruz (27)               | Sport (2)                     | Desconhecido                  | Desconhecido                  |
| 82.ª                                  | 2003 | FPF-PE | Santa Cruz (28)               | Náutico (2)                   | Desconhecido                  | Desconhecido                  |
| 83.ª                                  | 2004 | FPF-PE | Porto-PE (1)                  | Santa Cruz (2)                | Desconhecido                  | Desconhecido                  |
| 84.ª                                  | 2005 | FPF-PE | Náutico (19)                  | Porto-PE (1)                  | Desconhecido                  | Desconhecido                  |
| 85.ª                                  | 2006 | FPF-PE | Sport (31)                    | Santa Cruz (3)                | Desconhecido                  | Desconhecido                  |
| 86.ª                                  | 2007 | FPF-PE | Náutico (20)                  | Porto-PE (2)                  | Desconhecido                  | Desconhecido                  |
| 87.ª                                  | 2008 | FPF-PE | Porto-PE (2)                  | Ypiranga-PE (1)               | Desconhecido                  | Desconhecido                  |
| 88.ª                                  | 2009 | FPF-PE | Náutico (21)                  | Sport (3)                     | Desconhecido                  | Desconhecido                  |
| 89.ª                                  | 2010 | FPF-PE | Sport (32)                    | Vitória das Tabocas (1)       | Desconhecido                  | Desconhecido                  |
| 90.ª                                  | 2011 | FPF-PE | Sport (33)                    | Náutico (3)                   | Desconhecido                  | Desconhecido                  |
| 91.ª                                  | 2012 | FPF-PE | Náutico (22)                  | Sport (4)                     | Desconhecido                  | Desconhecido                  |
| 92.ª                                  | 2013 | FPF-PE | Náutico (23)                  | Porto-PE (2)                  | Desconhecido                  | Desconhecido                  |
| 93.ª                                  | 2014 | FPF-PE | Porto-PE (3)                  | Náutico (4)                   | América-PE (1)                | Sport (1)                     |
| 94.ª                                  | 2015 | FPF-PE | Sport (34)                    | América-PE (1)                | Porto-PE (1)                  | Atlético Pernambucano (1)     |
| 95.ª                                  | 2016 | FPF-PE | Sport (35)                    | Santa Cruz (3)                | Central (1)                   | Porto-PE (1)                  |
| 96.ª                                  | 2017 | FPF-PE | Sport (36)                    | América-PE (2)                | Náutico (1)                   | Serra Talhada (1)             |
| 97.ª                                  | 2018 | FPF-PE | Porto-PE (4)                  | Santa Cruz (4)                | Sport (1)                     | América-PE (1)                |
| 98.ª                                  | 2019 | FPF-PE | Sport (37)                    | Náutico (5)                   | Barreiros (1)                 | Petrolina (1)                 |
| 99.ª                                  | 2020 | FPF-PE | Náutico (24)                  | Retrô (1)                     | Santa Cruz (1)                | Central (1)                   |
| 100.ª                                 | 2021 | FPF-PE | Náutico (25)                  | Retrô (2)                     | Sport (1)                     | Santa Cruz (1)                |
| 101.ª                                 | 2022 | FPF-PE | Sport (38)                    | Náutico (6)                   | América-PE (2)                | Retrô (1)                     |
| 102.ª                                 | 2023 | FPF-PE | Retrô (1)                     | Santa Cruz (5)                | Sport (2)                     | Náutico (1)                   |
| 103.ª                                 | 2024 | FPF-PE | Sport (39)                    | Retrô (3)                     | Náutico (2)                   | Santa Cruz (2)                |
| 104.ª                                 | 2025 | FPF-PE | A definir                     | A definir                     | A definir                     | A definir                     |
| Conquistou o título de forma invicta. |      |        |                               |                               |                               |                               |

### Por clube
| Clube                        | Campeão | Anos dos Títulos | Vice | Anos do Vice                       |
| ---------------------------- | ------- | --- | ---- | ---------------------------------- |
| Sport (Recife)               | 39      | 1924, 1925, 1936, 1938, 1939, 1940, 1941, 1942, 1943, 1949, 1950, 1951, 1953, 1954, 1955, 1957, 1968, 1972, 1973, 1974, 1976, 1977, 1982, 1988, 1997, 1998, 1999, 2001, 2006, 2010, 2011, 2015, 2016, 2017, 2019, 2022, 2024 | 4    | 2000, 2002, 2009, 2012             |
| Santa Cruz (Recife)          | 28      | 1932, 1933, 1934, 1935, 1937, 1947, 1956, 1959, 1960, 1961, 1962, 1963, 1964, 1966, 1971, 1978, 1979, 1984, 1985, 1990, 1992, 1993, 1994, 1995, 1996, 2000, 2002, 2003                                                       | 5    | 2001, 2004, 2006,2016, 2018        |
| Náutico (Recife)             | 25      | 1944, 1945, 1948, 1952, 1958, 1965, 1967, 1969, 1970, 1975, 1980, 1981, 2005, 2007, 2009, 2012, 2013, 2020, 2021 | 6    | 1949, 2003, 2011, 2014, 2019, 2022 |
| Porto-PE (Caruaru)           | 4       | 2004, 2008, 2014, 2018 | 3    | 2005, 2007, 2013                   |
| Torre (Recife)               | 3       | 1920, 1921, 1922 | 0    |                                    |
| América-PE (Recife)          | 1       | 1931 | 2    | 2015, 2017                         |
| Íbis (Paulista (Pernambuco)) | 1       | 1946 | 0    |                                    |
| Retrô (Camaragibe)           | 1       | 2023 | 2    | 2020, 2022                         |

Em itálico, estão os clubes extintos ou inativos.

### Por cidade
| Cidade     | Títulos | Equipes                                                               |
| ---------- | ------- | --------------------------------------------------------------------- |
| Recife     | 96      | Sport (39), Santa Cruz (28), Náutico (25), Torre (3) e América-PE (1) |
| Caruaru    | 4       | Porto-PE (4)                                                          |
| Paulista   | 1       | Íbis (1)                                                              |
| Camaragibe | 1       | Retrô (1)                                                             |

## Artilheiros
(1920-2024)
| Ano     | Artilheiro                               | Clube                                    | Gols                                     |
| ------- | ---------------------------------------- | ---------------------------------------- | ---------------------------------------- |
| 1920-99 | Artilharia de competições não informadas | Artilharia de competições não informadas | Artilharia de competições não informadas |
| 2000    | José Ricardo                             | Santa Cruz                               | 18                                       |
| 2001    | Rafael                                   | Sport                                    | 28                                       |
| 2002    | José Erick                               | Central                                  | 19                                       |
| 2003    | Erisvaldo                                | Sport                                    | 19                                       |
| 2004    | João Rodrigues                           | Central                                  | 11                                       |
| 2005    | Thiago Farias                            | Santa Cruz                               | 28                                       |
| 2006    | Flavio                                   | Sport                                    | 24                                       |
| 2007    | Kassio Jhon Adriano                      | Sport Náutico Porto-PE                   | 19                                       |
| 2008    | Ciro                                     | Sport                                    | 32                                       |
| 2009    | Gilberto                                 | Santa Cruz                               | 23                                       |
| 2010    | Willian                                  | Vitória das Tabocas                      | 21                                       |
| 2011    | Buba                                     | Porto-PE                                 | 19                                       |
| 2012    | Preá                                     | Araripina                                | 16                                       |
| 2013    | Alex Caruaru                             | Porto-PE                                 | 22                                       |
| 2014    | Joelinton                                | Sport                                    | 15                                       |
| 2015    | Dentinho                                 | América-PE                               | 09                                       |
| 2016    | Índio                                    | Sport                                    | 04                                       |
| 2017    | Matheus Silva do Sacramento              | América-PE                               | 10                                       |
| 2018    | Artilheiro não informado                 | Artilheiro não informado                 | Artilheiro não informado                 |
| 2019    | João Victor                              | Barreiros-PE                             | 09                                       |
| 2020    | Rubinho Juninho Carpina                  | Barreiros-PE Náutico                     | 06                                       |
| 2021    | Carlos Alberto                           | Santa Cruz                               | 08                                       |
| 2022    | Zé Felipe                                | Ipojuca                                  | 11                                       |